# Jean-Marc Thibault

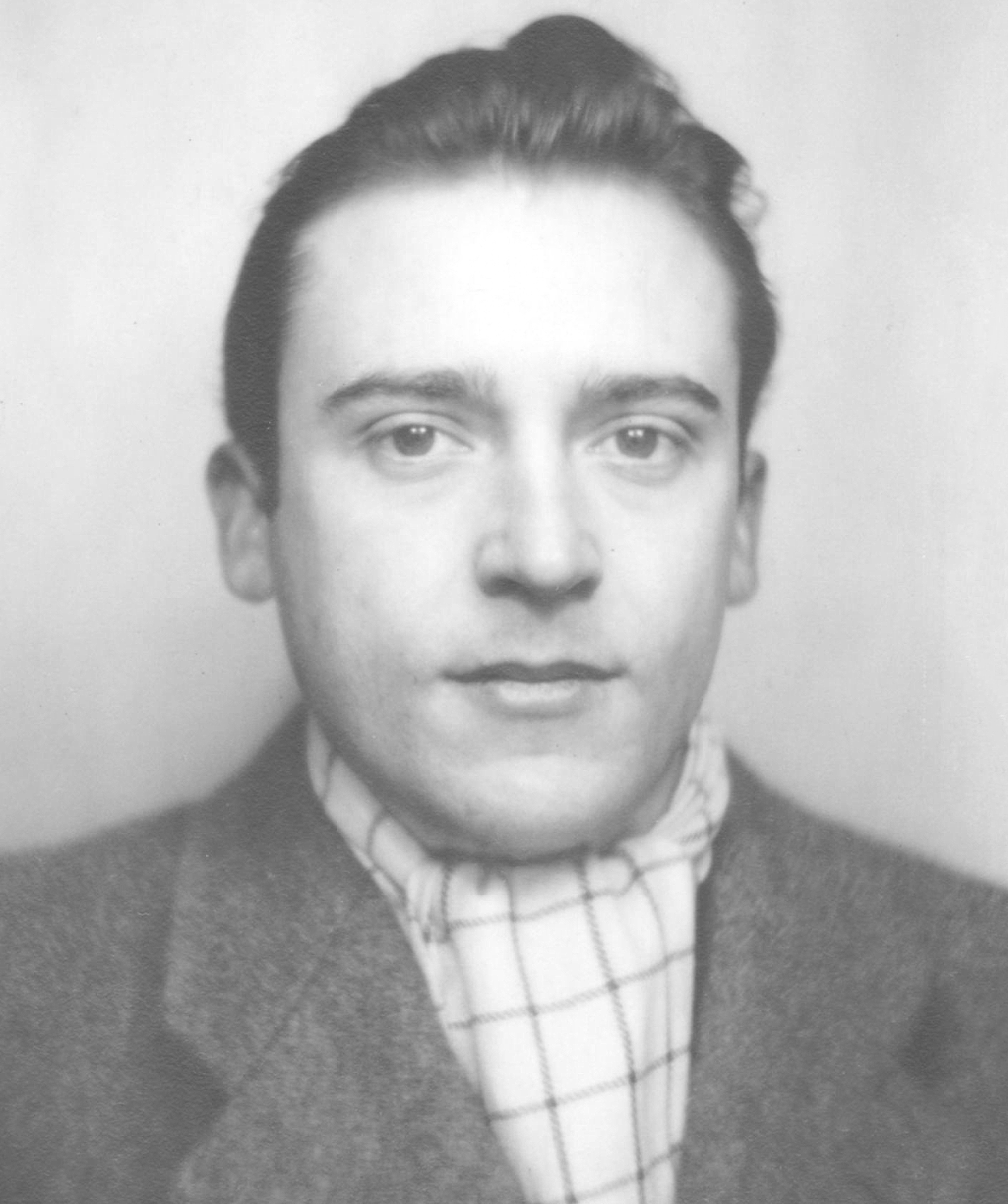
Jean-Marc Thibault (1948)

Jean-Marc Thibault (* 24. August 1923 in Saint-Bris-le-Vineux; † 28. Mai 2017 in Marseille) war ein französischer Schauspieler und Regisseur.

## Leben
Seine Ausbildung zum Schauspieler erhielt Jean-Marc Thibault am Cours Simon. Er trat hernach in Cabarets auf und bildete nach dem Zweiten Weltkrieg gemeinsam mit Roger Pierre über drei Jahrzehnte ein Komiker-Duo. So schreibt Thibault auch Komödien für sich und seinen Partner. Neben dem klassischen Theaterrepertoire in Stücken von Luigi Pirandello, Jacques Rampal und Molière spielt Thibault auch in seinen eigenen Stücken. Am klassischen Theater spielt Thibault unter anderem unter der Regie von Jean Meyer (Le jour le plus court und Volpone am Théâtre des Célestins Lyon) und Jérôme Savary (Cyrano de Bergerac 1997 am Théâtre national de Chaillot).
Sein Filmdebüt gab Jean-Marc Thibault 1944 in Louis Daquins Ruf der Berge (Premier de cordée), gefolgt 1947 von der Rolle eines Laufburschen in Jacques Beckers Antoine und Antoinette. Seine erste größere Rolle war der Edmond in Maurice Cloches La cage aux filles (1949). Seitdem etabliert auch in Hauptrollen als Gaston in Alex Joffés Lettre ouverte (1953), als Hector in Les deux font la paire (1954) und als Robert Verdier in Nachts auf dem Montmartre (Les nuits de Montmartre, 1955) und größeren Nebenrollen wie in Marie-Lou und ihre Herren (1954). Nachdem er gemeinsam mit Roger Pierre die Hauptrollen in Une vie de garçon (1953) gespielt hatte, dreht er als Regisseur und - mit Roger Pierre als Co-Star- die Filme La vie est belle, Vive les vacances, Les Motards, Un cheval pour deux. Erneut spielen die beiden gemeinsam in Francis Rigauds Faites donc plaisir aux amis (1969). Im Kino meist in Komödien besetzt, spielt er seltener Hauptrollen in Kriminaldramen wie Alex Joffes Schrei des Gewissens (Les assassins du dimanche, 1956) mit Barbara Laage oder neben Miou-Miou in Yves Boissets Die Polizistin (La femme flic, 1979). Prägnante Nebenrollen sind sein Napoleon in Kaiserliche Hoheit (1961), Camus in Der Richter, den sie Sheriff nannten (1977) und Vincent Lindons Filmvater in Mademoiselle Chambon (2009).
Seine Fernsehkarriere beginnt Jean-Marc Thibault 1967 mit der TV-Komödie Zwei Römer in Gallien (Deux romains en Gaule) erneut im Gespann mit Roger Pierre. 1967 folgen auch Auftritte in der TV-Reihe Les Grands Enfants, die bis 1970 läuft. Eine poupläre Fernsehserie ist Maguy, in der er von 1985 bis 1993 in 333 Folgen an der Seite von Titelheldin Rosy Varte die männliche Hauptrolle als deren Ehemann spielt. Eine weitere populäre TV-Rolle ist sein Pierrot neben Valérie Karsenti und Claude Jade in der 26-teiligen Serie La tête en l'air, die 1993 ausgestrahlt wird. Autorin der Serie war Thibaults Ehefrau, die Schauspielerin und Autorin Sophie Agacinski.

## Filmografie (Auswahl)
- 1961: Der tolle Amerikaner (La belle Américaine)